# Engler (eenheid)

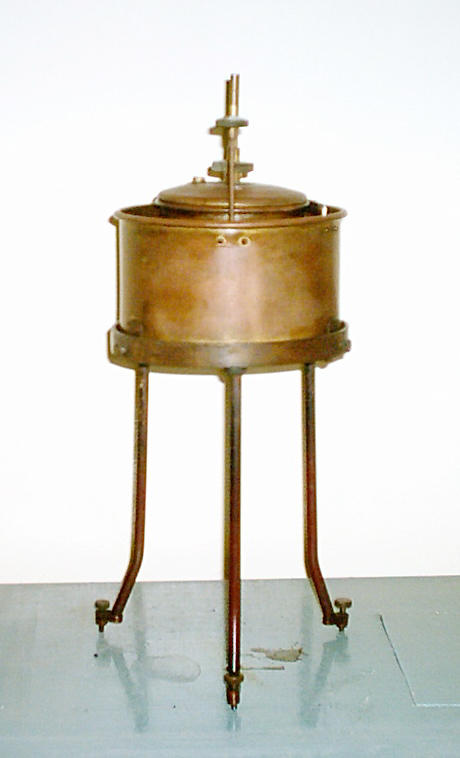
Viscometer van Engler

De engler (E, °E, E°) is een oude, niet tot het SI-stelsel behorende natuurkundige eenheid waarin de viscositeit van een vloeistof kan worden uitgedrukt. De eenheid is vernoemd naar Karl Engler (1842-1925), de uitvinder van de viscometer.
1 °E komt overeen met 0,007575757 Pa·s of 7,575757 mPa·s.

## Meting
Gewoonlijk gebruikt men een toestel, waarvan de constructie en afmetingen door Engler zijn bepaald, vandaar dat de aldus verkregen uitkomsten graden engler genoemd worden.
Met de Engler-viscometer wordt de verhouding tot de viscositeit van water bij 20 graden Celsius uitgedrukt. Ter bepaling daarvan meet men de tijd waarin 200 cm³ vloeistof bij een zekere constant gehouden temperatuur (gewoonlijk 20, 50 of 100 °C) uit een kleine opening vloeit. Deze tijd in seconden wordt gedeeld door het aantal seconden dat eenzelfde hoeveelheid water van 20 °C in hetzelfde toestel voor het uitvloeien nodig heeft.